# Sara Faisal
Sara Faisal (Lincoln, Buenos Aires, 28 de junio de 1917-Santa Fe, 24 de junio de 1980) fue una abogada y docente argentina, presidenta de la Asociación Femenina de Profesionales.

## Biografía

### Formación profesional
Sara Faisal nació en Lincoln, provincia de Buenos Aires, pero pocos años después se radicó en Santa Fe, donde en 1935, a los 18 años, se recibió de Maestra (no era Maestra Normal por no ser recibida de la escuela Normal) egresada del Instituto Adscripto “San José” de Hermanas Adoratrices. Al año siguiente completó el Bachillerato en el Liceo Nacional de Señoritas de esa ciudad.
Pronto decidió continuar estudiando, por lo cual ingresó a la Universidad Nacional del Litoral, pasando primero por la Facultad de Derecho, donde se recibió, en 1941, de abogada y más tarde por la Facultad de Ciencias Jurídicas y Sociales donde se doctoró con una tesis sobre sociología. En esta disciplina se destacó posteriormente y continuó como docente.
Ejerció la docencia en todos los niveles, desde la enseñanza media hasta la universitaria. Dictó “Instrucción cívica”, “Derecho usual”, “Derecho comercial” y “Derecho administrativo” en el colegio Nuestra Señora del Calvario; y “Sociología aplicada” en la Escuela de Servicio Social.
Mientras tanto, atendía sus cátedras en la Universidad Nacional de Rosario, Universidad Nacional del Litoral y en la Universidad Católica de Santa Fe, donde llegó a ser decana en Educación. En esta última también dictó cursos de capacitación docente para profesionales, cursos de perfeccionamiento sobre orientación vocacional y orientaciones sobre delincuencia en adolescentes.

### Asociación Femenina de Profesionales
Tempranamente se preocupó y luego se ocupó por la función de la mujer, que por ese tiempo se limitaba a las tareas del hogar y apenas algunas intentaban insertarse en la vida de relación pública, en una época donde la profesionalización femenina y sobre todo su inserción en el mundo del trabajo eran muy difíciles.
Así, su deseo de colaborar con el desempeño y superación de las mujeres la llevó a pensar en la creación una institución de apoyo sociocultural a la mujer, que abarcara su formación integral y su capacitación laboral. De esta forma, el 17 de agosto de 1945 y bajo el lema sanmartiniano: «Serás ser lo que debas ser y, si no, no serás nada», nació la Asociación Femenina de Profesionales, única en su género en nuestro país. Sara Faisal fue su presidenta, cargo que mantuvo, por sucesivas elecciones, hasta el día de su muerte.
Que haya tenido la iniciativa de formar la Asociación Femenina de Profesionales cuando ni siquiera la mujer podía acceder al voto muestra de su empeño visionario.

### Educación de los niños
Desde el momento de la fundación de la Asociación, un grupo de mujeres profesionales acompañó a Sara Faisal en su proyecto. Juntas fueron a Buenos Aires hasta el Sara Eccleston, el único jardín de infantes del país en ese momento, donde en una noche copiaron los programas educativos y se interiorizaron en el desarrollo y la aplicación de sus actividades.
Una vez de vuelta en Santa Fe, este proyecto tuvo su primer paso concreto en 1947, con la creación del Profesorado de Jardín de Infantes, convertido en 1960 en el Profesorado de Educación Preescolar y finalmente, actualmente conocido, como el Profesorado de Educación Inicial. Desde ese lugar, impulsó cursos de actualización y perfeccionamiento para docentes con la participación de destacados profesionales de distintas provincias.
A pesar de este logro, otra preocupación se manifestó también en Sara Faisal: la inclusión en la educación de los niños con necesidades especiales. En la década de 1970, estaba todo por hacerse al respecto. No había entidades educativas dedicadas a este tema y la información específica era prácticamente nula. Se reunió con profesionales especialistas reconocidos en Santa Fe, y más tarde se creó lo que se convirtió en el Profesorado de Educación Especial.

## Homenajes
Sara Faisal recibió varias distinciones. Entre éstas una calle en su nombre y una plaza en Santa Fe. Además en el Departamento La Capital funcionan cinco establecimientos educativos asociados a su labor:
- Jardín de Infantes N.º 1207
- Escuela Primaria N.º 1307
- Escuela Especial N.º 1429
- Escuela Secundaria Orientada N.º 3107
- Instituto Superior N.º 9105

En el ámbito universitario, cuando se cumplía un año de su muerte, los alumnos que cursaban “Sociología” al momento de su muerte, hicieron confeccionar una placa recordatoria. La misma fue otorgada por el decano, Anteo E. Ramella y fue colocada en el aula donde había dictado su última lección.
Además, en el barrio sur de la ciudad de Santa Fe hay una calle y una plazoleta que llevan el nombre de Sara Faisal, en cercanías de la sede de la Asociación Femenina de Profesionales.